# Athanasio Celia

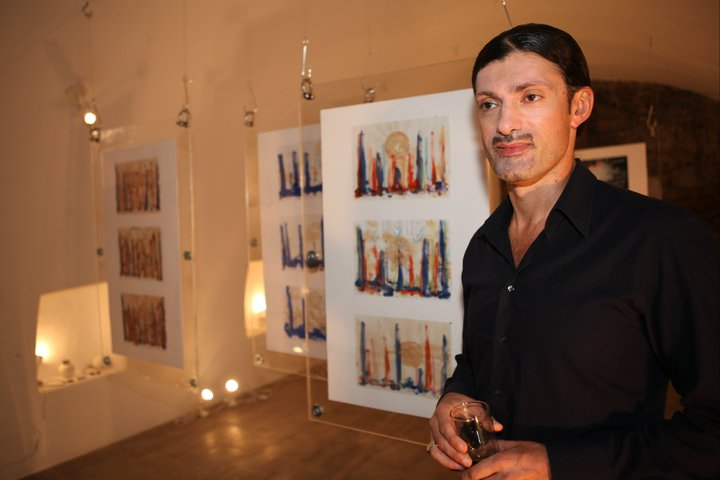
A. Celia im Jahr 2010

Athanasio Celia (auch Athanasios oder Athanassios Celia) ist Kunstmaler, Autor und Kunstexperte. Er ist Begründer des „Vertikalismus“ (auf Englisch „Verticalism“), des Terminus, mit dem er die Theorie seiner durch vertikale Linien dominierende Kunst bezeichnen lässt. Die erste große ganztägige Auktion seiner Kunst fand 1995 in Deutschland statt.
International bekannt wurde Athanasio Celia im Jahr 2007 durch seine Schlüsselrolle bei der Rückführung eines der wertvollsten antiken Schätze – eines goldenen griechischen Kranzes (400 v. Chr.) – vom J. Paul Getty Museum nach Griechenland. Während einer Vernissage seiner Kunstwerke in einer Galerie in München im Jahr 1992 kam er erstmals in Kontakt mit dem goldenen Kranz und den Personen, die das Objekt verkaufen wollten, und gab ihnen Namen von möglichen Interessenten. Als er später erfuhr, dass das Objekt illegal ausgegraben worden war, benachrichtigte er die deutschen Behörden und übergab Jahre später auch die ihm von den Schmugglern ausgehändigten Photos dem griechischen Staat, um so die Rückführung des Objektes zu ermöglichen. Ein preisgekrönter Dokumentarfilm über das Thema wurde in mehreren Ländern ausgestrahlt.
Als Kunstexperte wurde Athanasio Celia weltweit bekannt durch die Begutachtung von NS-Raubkunst. Dabei handelte es sich um ein Notizbuch, welches Athanasio Celia dem holländischen Maler Vincent van Gogh zuschrieb, und um ein Ölgemälde, welches Athanasio Celia ebenfalls Vincent van Gogh zuschrieb.

## Veröffentlichungen
- Ω – ο Λόγος, EPOS Verlag 2006, griechisch, ISBN 978-960-92253-0-4 (Originalfassung).
- Der Logos – Der Gottes Beweis (deutsch), Verlag Traugott Bautz, Nordhausen 2015, ISBN 978-3-88309-968-2.
- Vorwort zu Diodora Doreta Peppa: The Notebook of Vincent, Concept Maniax Publications / Epos Editions 2008, englisch, ISBN 978-960-98061-2-1.
- God’s letters, verlegt von Athanasios Seliachas 2018, englisch, ISBN 978-9-60922-531-1.